# Alseuosmiaceae
Alseuosmiaceae is een botanische naam, voor een familie van tweezaadlobbige planten. Een familie onder deze naam wordt pas de laatste decennia erkend door systemen van plantentaxonomie. Het APG II-systeem (2003) erkent deze familie ook en plaatst haar in de orde Asterales, onveranderd ten opzichte van het APG-systeem (1998).
Het gaat om een kleine familie van zo'n dozijn soorten, van Nieuw-Zeeland, Nieuw-Caledonië, Nieuw-Guinea, etc.
In het Cronquist-systeem (1981) is de plaatsing in de orde Rosales.
Volgens de APWebsite [15 dec 2006] vormen de drie families Alseuosmiaceae, Argophyllaceae en Phellinaceae een natuurlijke eenheid. Het is dus denkbaar dat zij in de toekomst samengevoegd gaan worden tot één familie.

## Geslachten[1]
- Alseuosmia A.Cunn.
- Crispiloba Steenis
- Periomphale Baill.
- Platyspermation Guillaumin
- Wittsteinia F.Muell.